# 徳川茂承
徳川 茂承（とくがわ もちつぐ）は、江戸時代末期（幕末）の大名、明治時代の政治家、華族。位階勲等爵位は従一位勲三等侯爵。紀州藩14代（最後）藩主、同藩初代藩知事、貴族院議員など歴任。紀州藩8代藩主・徳川重倫の実弟で伊予西条藩6代藩主となった松平頼謙の曾孫。初名は松平 頼久（まつだいら よりひさ）。

## 生涯
天保15年（1844年）1月13日、西条藩9代藩主・松平頼学の六男（七男との説もある）として西条藩江戸上屋敷で誕生。幼名は孝吉。弘化3年（1846年）6月24日、幼名を賢吉と改める。
安政5年（1858年）に紀州藩13代藩主・慶福が徳川家茂として14代将軍に就任すると、幕命により同年6月25日に紀州徳川家の家督を継いだ。翌安政6年（1859年）10月13日に元服し、家茂の偏諱を授かって頼久から茂承（もちつぐ）と改めた。文久2年（1862年）に上洛した際には孝明天皇に拝謁して天盃を賜っている。家茂の死後、茂承を将軍に推挙する動きもあったが、固辞して徳川慶喜を推した。
長州戦争では第二次征長軍の先鋒総督に任命され、附家老の安藤直裕を先鋒総督名代とし、内政においては御用取次に登用した津田出に藩政改革を行わせた。慶応4年（1868年）に戊辰戦争が勃発した際、茂承は病に倒れていたが、御三家の一つであり鳥羽・伏見の戦いで敗走した幕府将兵の多くが藩内に逃げ込んだため、新政府軍の討伐を受けかけた。茂承は病を押して釈明し、新政府に叛く意志はないということを証明するため、藩兵1500人を新政府軍に提供するとともに軍資金15万両を献上し、勅命により京都警備の一翼を担った。このため新政府は紀州藩の討伐を取りやめたという。
明治2年（1869年）の版籍奉還によって和歌山藩知事となり、明治4年（1871年）の廃藩置県で東京府に移住する。紀州藩主としての治世は13年1か月であり、この間の江戸参府1回、紀州帰国2回、紀州在国の通算は4年10か月であった。
明治6年（1873年）に皇居として使用されていた旧江戸城西の丸御殿が焼失した際には、旧紀州藩中屋敷（現在の赤坂御用地）を皇室に献納したことにより金2万円を賞賜された。
明治政府が打ち出した徴兵令や秩禄処分などの新政策によって窮乏しつつある士族を見て、「武士たる者は、政府の援助など当てにしてはならない。自らの力で自立するものだ」と、明治11年（1878年）3月に自ら10万円を拠出し、旧紀州藩士族の共有資本として徳義社を設立した。買収した田畑からの収入を用いて徳義中学校を開設し、窮乏する士族の援助育成に尽力した。
明治17年（1884年）7月7日、華族令により侯爵を叙爵し、明治23年（1890年）2月から貴族院侯爵議員を務める。日清戦争後、勲四等旭日小綬章を受章した。明治39年（1906年）8月、麻疹・肺炎に罹り療養していたが尿毒症を併発し、同年8月20日午後3時50分に心臓麻痺のため東京市麻布区飯倉町六丁目14番地（現在の東京都港区麻布台一丁目）の本邸で死去した。享年63（満62歳没）。墓所は池上本門寺。菩提寺の長保寺には遺髪が埋葬された。家督は婿養子の頼倫（田安慶頼の六男）が継いだ。

## 逸話
- 2歳下の家茂とは気が合ったらしく、家茂が最も親しく交わりを結んでいたのが茂承であったのと同時に、茂承も家茂を慕っていたという。茂承が第二次長州征討で御先手総督として芸州口に出陣する際には大坂城の御座の間に迎え入れられ、家茂から直々に采配と陣羽織を授けられた後、人払いして2人だけで対面した。これが家茂との今生の別れとなった[7]。

## 年譜
※日付＝旧暦 墓所：東京都大田区の長栄山池上本門寺、和歌山県海南市の慶徳山長保寺
- 天保15年（1844年）1月13日 - 誕生。幼名：孝吉（伊予国西条藩主・松平頼学の六男）
- 弘化3年（1846年）6月24日 - 幼名を賢吉と改める。
- 安政5年（1858年）6月25日 - 紀伊国紀州徳川家の家督を相続し、紀州藩主となる。
- 安政6年（1859年）
  - 10月13日 - 元服し、第14代将軍徳川家茂の偏諱を授かり茂承と名乗る。従三位に叙し、参議兼左近衛権中将に任官。
  - 12月1日 - 権中納言に転任。
  - 12月6日 - 伏見宮邦家親王の娘倫宮（みちのみや）則子女王（1850年旧暦4月5日 - 1874年11月14日）と納采。
  - 12月21日 - 則子女王と婚姻。
- 元治元年（1864年） - 正三位に昇叙。権中納言如元。
  - 8月6日 - 幕府第一次長州征討軍の総督となる。
  - 8月8日 - 尾張藩主・徳川慶勝と総督を交替。
- 慶応元年（1865年）5月 - 第二次長州征討軍の御先手総督となる。
- 明治2年（1869年）6月17日 - 和歌山藩知事となる。
- 明治4年（1871年）7月14日 - 藩知事辞職。
- 明治10年（1877年） - 従二位に昇叙。
- 明治17年（1884年）7月7日 - 侯爵を叙爵。
- 明治39年（1906年）8月20日 - 薨去。特旨により従一位勲三等に叙位叙勲。享年63。法名：慈承院殿剛健日純大居士。

## 栄典
- 1884年（明治17年）7月7日 - 侯爵[8]
- 1887年（明治20年）12月27日 - 金製黄綬褒章[9]
- 1889年（明治22年）11月29日 - 大日本帝国憲法発布記念章[10]
- 1897年（明治30年）6月30日 - 勲四等旭日小綬章[11]
- 1906年（明治39年）
  - 4月1日 - 勲三等瑞宝章[12]
  - 8月20日 - 従一位[13]

## 系譜
- 父：松平頼学（1809年 - 1865年） - 伊予国西条藩9代藩主
- 母：玉蓮院（1815年 - 1889年） - 近藤氏。側室。
- 正室：徳川則子（1850年 - 1874年） - 伏見宮邦家親王の第八王女
  - 長男：長福丸（明治2年11月20日（1869年12月22日） - 明治3年6月20日（1870年7月18日））
  - 長女：久子 - 徳川頼倫侯爵夫人。頼倫は婿養子。
  - 次女：孝子 - 宇和島伊達家伊達宗陳侯爵夫人
- 継室：徳川広子（1856年 - 1886年） - 越後国新発田藩主溝口直溥の養女。伊勢国神戸藩世嗣本多忠穆[14]の三女。
- 側妾：筒井氏
  - 次男：健丸（1872年4月13日 - 1876年3月2日）
  - 四男：正雄（1874年11月10日 - 1875年9月16日）
- 側妾：水野氏
  - 三男：賢吉（1874年5月20日 - 1875年3月14日）
  - 三女：保子（1875年10月6日 - 1950年6月12日） - 西条松平家松平頼和子爵夫人

- 婿養子
  - 徳川頼倫（1872年 - 1925年） - 田安徳川家当主徳川慶頼の六男